# Мантхара
Мантха́ра (санскр. मंथरा) — персонаж индуистского эпоса «Рамаяна». Мантхара была служанкой Кайкейи, — второй жены царя Дашаратхи и матери Бхараты. Она убедила Кайкейи в том, что престол Айодхьи должен унаследовать Бхарата, а не Рама, и что Рама должен уйти в изгнание. Мантхара имела уродливую внешность и была горбуньей. Мантхара была очень хитрой и коварной женщиной, способной искусно манипулировать людьми для достижения своих целей.